# Уголовное право стран континентальной правовой семьи
Уголовное право стран континентальной (романо-германской) правовой семьи — это уголовное право большинства государств континентальной Европы, Латинской Америки, Африки, Ближнего Востока, а также Российской Федерации и государств, ранее входившие в состав СССР. Правовые системы этих государств в своей исторической основе имеют рецепцию римского права и объединены сходством своих структур, источников права, юридической техники и понятийно-юридического аппарата.

## Общая характеристика
Исторические корни романо-германской правовой семьи восходят к римскому праву. Впоследствии в средневековой Европе произошла его рецепция, предопределившая сходство правовых систем большинства государств континентальной Европы. Это сходство сохраняется до настоящего времени, несмотря на происходившие с XIX века процессы обособления правовых систем и кодификации законодательства. Сфера влияния континентального права, в том числе и уголовного, значительно расширилась за счёт его восприятия бывшими колониями европейских государств в Африке, Латинской Америке и Азии. Также к континентальной системе относится имеющее определённую специфику право скандинавских государств: Швеции, Норвегии, Дании, Финляндии и Исландии.
Характерными особенностями континентального права являются абстрактный характер правовых норм, которые представляют собой общее правило, распространяющееся на неопределённый круг лиц, отраслевое деление системы права, иерархическая структура нормативных актов, на вершине которой находятся конституционные акты, имеющие высшую юридическую силу, а также высокая степень кодификации законодательства.

## Этапы становления
Г. А. Есаков, отмечая тот факт, что о формировании единых национальных систем континентального уголовного права можно говорить лишь с XVIII — XIX веков, всё же выделяет три этапа становления данной отраслевой правовой семьи:
- Период варварского уголовного права (V — XI века). После падения Римской империи в каждом королевстве действовали свои уголовно-правовые обычаи, направленные в основном на предотвращение кровной мести и восстановление мира и спокойствия в общине. Римское право и племенные обычаи постепенно замещались варварскими правдами, которые в основном содержали процессуальные нормы уголовно-правового характера и регламентировали размеры налагаемых штрафов. Для этого периода было характерно восприятие преступника как врага потерпевшего или общности, к которой тот принадлежал; наказание представляло собой не возмездие со стороны публичной власти, а компенсацию потерпевшим или их семье, либо предоставление им права покарать преступника.
- Эпоха университетов (XII — XVIII век). Появление класса профессиональных юристов и юридических школ привело к развитию доктринальных идей, которые позже легли в основу континентального права. К ним можно отнести идею закона как самостоятельной ценности и средства установления порядка в обществе, а также разделения светской и церковной ответственности за общественно опасное деяние. Понятие преступления отделилось от понятия греха: наказание должно было защитить закон от нарушения, а грех должен был смываться покаянием. Доктрина уголовного права к концу этого периода, хотя и уже начала разработку таких понятий, как вина, соучастие, предварительная преступная деятельность, всё ещё была связана множественностью местных законов и преклонением перед римским правом.
- Современный этап, начало которого Г. А. Есаков связывает с публикацией в 1764 году работы Беккариа «О преступлениях и наказаниях» и появлением идей европейского Просвещения о верховенстве закона. В этот период происходит кодификация французского и немецкого уголовного права. Новые кодексы стали основой для развития уголовного права и его доктрины в Европе. Ими была заложена основа для понимания закона как «карающего меча».

Континентальное уголовное право вследствие колониальной политики европейских держав достаточно широко распространилось по миру, во многих случаях заместив национальные правовые системы.

## Особенности континентального уголовного права
Г. А. Есаков отмечает следующие руководящие идеи, характерные для континентального уголовного права:
- Вера в необходимость жёстких репрессивных мер подавления преступности и восстановления спокойствия в обществе, по крайней мере, если речь идёт об опасных преступлениях.
- Стремление к полной кодификации уголовного права.
- Верховенство закона и принцип nullum crimen sine lege («нет преступления без указания на то в законе»).
- Абстрактный характер формулировок закона и стремление к охвату максимального числа возможных ситуаций.
- Публичный и обязательный характер уголовного преследования всех нарушивших закон.
- Приоритет интересов законности над интересами обвиняемого, возможность пересмотра оправдательных приговоров.
- Синонимичность терминов «уголовное право» и «наказательное право».
- Отношение к уголовному праву как к средству обеспечения внутренней безопасности государства, защиты конституционного и общественного строя.

Помимо отмеченных выше особенностей, М. В. Талан выделяет следующие отличительные черты, типичные для уголовного права стран, относящихся к континентальной семье:
- Помимо уголовных кодексов существуют также иные законодательные акты, содержащие уголовно-правовые нормы.
- Теоретической основой уголовного законодательства выступают труды представителей классической школы уголовного права. В частности, на содержание норм оказывают влияние такие идеи данной школы как гуманизация наказания, индивидуализация уголовной ответственности, виновная ответственность и т.п.
- Уголовно-правовые нормы являются лаконичными.
- Преступления делятся на категории по степени тяжести.
- Определения таких понятий как «вина», «наказание», «цели наказания», а также других институтов уголовного права не включаются в тексты правовых актов, а разрабатываются наукой уголовного права.

## Особенности права отдельных групп стран в рамках континентального права
Как отмечает Г. А. Есаков, хотя на формирование уголовно-правовых систем континентальной Европы повлияли общие идеи, к которым в первую очередь можно отнести идею закона, национальные уголовно-правовые системы во многом являются самобытными, поскольку формировались независимо друг от друга, пусть и под влиянием общих идей, связанных с рецепцией римского права, общей христианской теологией и университетской традицией.

### Скандинавская (северо-европейская) группа
М. В. Талан указывает на следующие особенности уголовного права скандинавских стран:
- Ограниченная экстерриториальность действия уголовно-правовых норм, в равной мере защищающих интересы всех стран данной группы.
- Гуманизм системы наказания, выражающийся в назначении более мягких наказаний, чем в большинстве других стран.
- Широкие границы усмотрения судей при вынесения приговора, вплоть до применения уголовного закона по аналогии (УК Дании).